# Pic de Batoua
Pic de Batoua – szczyt górski w Pirenejach Centralnych na granicy Francji (departament Pireneje Wysokie) i Hiszpanii (prowincja Huesca). 
Na północny wschód od szczytu usytuowany jest Pic de Guerreys (2975 m n.p.m.), natomiast na południowym zachodzie położony jest Pic d’Ourdissettou (2597 m n.p.m.). 
Pierwszego wejścia dokonał Loupot w 1848 roku.